# Konstanty Dąbrowski
Konstanty Dąbrowski (* 16. März 1906 in Czarny Ostrów, Podolien; † 4. August 1975 in Warschau) war ein Politiker der Polnischen Vereinigten Arbeiterpartei PZPR (Polska Zjednoczona Partia Robotnicza) in der Volksrepublik Polen, der unter anderem zwischen 1944 und 1950 Schatzminister, danach zwischen 1950 und 1952 Finanzminister, von 1952 bis 1956 Außenhandelsminister sowie zwischen 1957 und 1969 Präsident der Obersten Kontrollkammer (Najwyższa Izba Kontroli) war.

## Leben

### Finanzbeamter, Schatz- und Finanzminister

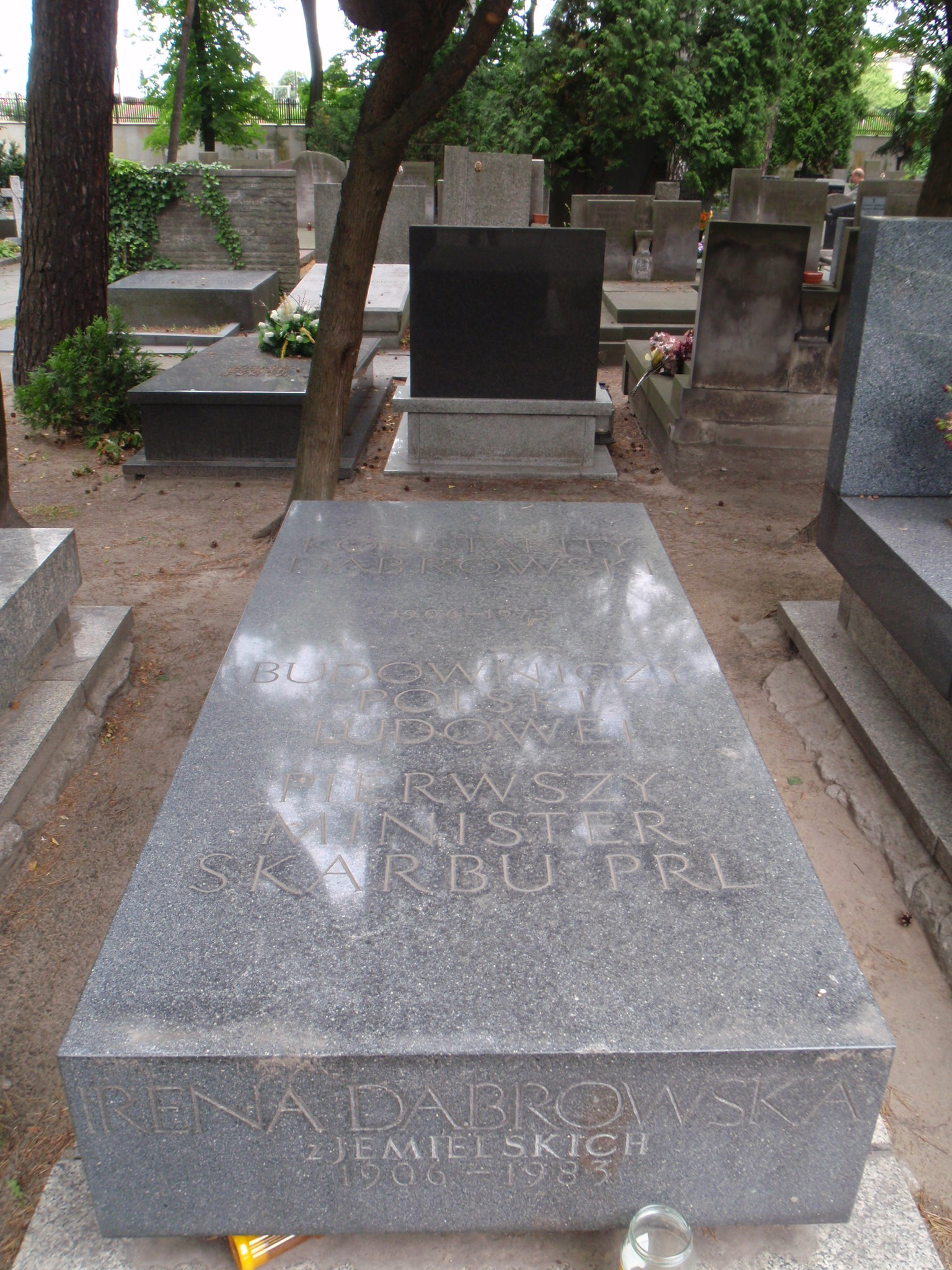
Grabstätte auf dem Warschauer Powązki-Militärfriedhof.

Konstanty Dąbrowski begann nach dem Schulbesuch ein Studium der Wirtschaftswissenschaften an der Warschauer Schule für Ökonomie (Szkoła Główna Handlowa w Warszawie) und war nach dessen Abschluss 1925 Mitarbeiter der Steuerverwaltungen in Równe, Łuck und Kielce. Nach dem Überfall auf Polen durch die deutsche Wehrmacht im Zweiten Weltkrieg wurde er aus dem Staatsdienst entlassen, so dass er in einer Landwirtschaftlichen Genossenschaft in Lublin arbeitete. Er wurde Mitglied des Lubliner Komitees PKWN (Polski Komitet Wyzwolenia Narodowego), welches seit Juli 1944 unter dem Vorsitz von Edward Osóbka-Morawski von Lublin aus das von der Roten Armee besetzte Gebiet zwischen Weichsel und Bug regierte. Am 31. Dezember 1944 wurde er für die Polnische Sozialistische Partei PPS Mitglied des Nationalrates (Krajowa Rada Narodowa), dem er bis 1947 angehörte, und dort Mitglied des Industrieausschusses.
Zugleich wurde Dąbrowski am 31. Dezember 1944 Schatzminister (Minister skarbu) im zweiten Kabinett von Ministerpräsident Edward Osóbka-Morawski. Er bekleidete dieses Ministeramt auch im dritten Kabinett Osóbka-Morawski (28. Juni 1945 bis 7. Februar 1947) sowie ersten Kabinett von Ministerpräsident Józef Cyrankiewicz (7. Februar 1947 bis 20. November 1952), wobei er seit 1950 die neue Amtsbezeichnung als Finanzminister (Minister finansów) hatte. Sein Nachfolger als Finanzminister wurde am 21. November 1952 Tadeusz Dietrich.

### Abgeordneter, Außenhandelsminister und Präsident der Obersten Kontrollkammer
Konstanty Dąbrowski wurde 1947 für die PPS Mitglied des Gesetzgebenden Sejm (Sejm Ustawodawczy) und gehörte diesem bis 1952 an. Auf dem I. (Gründungs-)Parteitag der Polnischen Vereinigten Arbeiterpartei PZPR (Polska Zjednoczona Partia Robotnicza) (15. bis 22. Dezember 1948) wurde er erstmals Mitglied des Zentralkomitees (ZK) der PZPR und als solcher auf dem II. Parteitag (10. bis 17. März 1954), auf dem III. Parteitag (10. bis 19. März 1959) sowie auf dem IV. Parteitag (15. bis 20. Juni 1964) jeweils bestätigt, so dass er diesem Führungsgremium der Partei bis zum V. Parteitag (11. bis 16. November 1968) angehörte. Am 20. November 1952 wurde er außerdem Mitglied des Sejm und vertrat in diesem in der ersten Legislaturperiode bis zum 20. November 1956 den Wahlbezirk Nr. 67 Krosno.
Am 20. November 1952 wurde Dąbrowski im Kabinett von Ministerpräsident Bolesław Bierut Außenhandelsminister (Minister handlu zagranicznego) und hatte dieses Amt zwischen dem 18. März 1954 und dem 9. Dezember 1956 auch im zweiten Kabinett Cyrankiewicz inne, ehe Witold Trąmpczyński seine Nachfolge antrat. Als Nachfolger von Roman Zambrowski übernahm er am 30. Dezember 1957 den Posten als Präsident der Obersten Kontrollkammer (Najwyższa Izba Kontroli) und behielt diesen bis zu seiner Ablösung durch Zenon Nowak am 28. Juni 1969. Am 15. Mai 1961 wurde er abermals zum Mitglied des Sejm gewählt und vertrat in diesem in der dritten Legislaturperiode bis 31. März 1965 und der darauf folgenden vierten Legislaturperiode (24. Juni 1965 bis 29. April 1969) den Wahlkreis Nr. 52 Iława sowie schließlich in der fünften Legislaturperiode vom 27. Juni 1969 bis 22. Dezember 1971 den Wahlkreis 51 Bartoszyce. Während dieser Zeit war er jeweils Mitglied des Präsidiums der PZPR-Fraktion sowie Mitglied des Ausschusses für Mandatsprüfung und Geschäftsordnung.

### Vize-Vorsitzender der Zentralen Revisionskommission und Mitglied des Staatsrates
Auf dem V. Parteitag (11. bis 16. November 1968) wurde Konstanty Dąbrowski Mitglied der Zentralen Revisionskommission der PZPR und fungierte zuletzt von 1969 bis zum VI. Parteitag (6. bis 11. Dezember 1971) als stellvertretender Vorsitzender dieser Kommission. Am 27. Juni 1969 wurde er außerdem   Mitglied des Staatsrates (Rada Państwa), des kollektiven Staatsoberhaupts der Volksrepublik Polen, und gehörte diesem bis zum 28. März 1972 an. Er war des Weiteren zwischen Juni 1969 und Dezember 1971 auch Vorsitzender des Sejm-Ausschusses für Wirtschaftsplanung, Haushalt und Finanzen.
Für seine langjährigen Verdienste in der Volksrepublik Polen wurde er mehrfach ausgezeichnet und erhielt unter anderem den Orden Erbauer Volkspolens (Order Budowniczych Polski Ludowej), den Orden des Banners der Arbeit (Order Sztandaru Pracy) Erster Klasse, die Würde als Kommandeur mit Stern des Ordens Polonia Restituta, die Medaille für Freiheit und Demokratie (Medal za Wolność i Demokrację) sowie die Medaille für Warschau 1939–1945 (Medal za Warszawę 1939–1945). Nach seinem Tode wurde er auf dem Warschauer Powązki-Militärfriedhof beigesetzt.